# Fuchsstadt
Fuchsstadt là một đô thị ở huyện Bad Kissingen bang Bayern nước Đức. Đô thị Fuchsstadt có diện tích km², dân số thời điểm ngày 31 tháng 12 năm 2006 là 1872 người.
Fuchsstadt nằm ở Thung lũng Franconian Saale, bao quanh bởi các đồi của dãy núi Rhön Bayern.

## Dân số
| Năm  | Dân số |
| 1970 | 1339   |
| 1987 | 1446   |
| 2005 | 1851   |